# آدم (مغني)
آدم ( 12 ديسمبر 1987) مغني لبناني. ٱشتهر بخامة صوته القوية والشجية وأدائه للعديد من تترات المسلسلات العربية كما يعتبر من أهم الأصوات الشابة على الساحة الطربية الفنية.

## حياته الخاصة
ولد في بيروت لعائلة مسلمة هو الأبن الأكبر لعائلة تتكون من أم وأب وشابين وفتاة.
ً

## بداياته
بدأ الغناء في سن التاسعة مع المنشد الديني المعروف مصطفى الجعفري و اكتشفت موهبته في عام 2001 حينما غنى في حفلة كان يحييها الفنان صبحي توفيق، و هناك تعرف على الفنان نقولا سعادة نخلة. و قد أعجب بصوته وطلب منه المجيء إلى مكتبه في اليوم التالي، ثم وقعا عقداً بأن يصبح نخلة مدير أعماله لحن بعض أغانيه وانفصل عنه لاحقا مع بقاء الود بينهما.

## حياته الأسرية
تزوج من المغنية اللبنانية التي لم تكن معروفة أنذاك قمر عام 2006 وسرعان ما نشبت بينهما خلافات أدت إلى طلاقهما وقد كانت هذه العلاقة مادة دسمة للصحافة اللبنانية أنذاك بسبب الإتهامات التي وجهتها له منها شربه الكحول وتعاطيه المخدرات إضافة لضربها، واتهم طليقته الفنانة قمر بأنها وراء الشائعة الأخيرة. وفي أغسطس نشرت الفنانة قمر مجموعة من الصور والفيديوات تظهرها في سيارتها وهي متوجهة إلى منزل طليقها الفنان آدم. تظهرها وآدم يقود سيارتها ويغني لها مجمومة من أغنياته

## أعماله

### ألبومات
| العام | الألبوم            | المنتج  |
| ----- | ------------------ | ------- |
| 2002  | أغاني حية          |         |
| 2003  | مش باقي غير أشواقي | روتانا  |
| 2005  | هذا أنا            | طرب     |
| 2007  | حلف القمر          | طرب     |
| 2013  | آدم 2013           | طرب     |
| 2016  | آدم 2016           | أرابيكا |

### فيديو كليب
| الأغنية                      | المخرج      | المنتج    |
| ---------------------------- | ----------- | --------- |
| مش باقي غير أشواقي           | ليلى كنعان  | روتانا    |
| خلص الدمع                    | رندة علم    | طرب       |
| هذا أنا                      | رندة علم    | طرب       |
| ابعيدني                      | نبيل لبس    | طرب       |
| كيفك أنت                     | رندة علم    | طرب       |
| على بالي                     | نبيل لبس    | طرب       |
| صدقت                         | بسام الترك  | يونيفرسال |
| الله يخلينا لبعض بمشاركة نور | بسام الترك  | اي تو بي  |
| خلصت الحكاية                 | نيفين شحادة | أرابيكا   |
| سعادة مؤقتة                  | أحمد المنجد | أرابيكا   |
| في حدا                       | بهاء خداج   | أرابيكا   |
| حدا عارف                     | دان حداد    | إنتاج خاص |
| بس بحبك                      | دان حداد    | إنتاج خاص |

### أغاني أفلام ومسلسلات
- (2008): أغنية ( كل واحد) (فيلم كلاشينكوف ) (فيلم).
- (2009) : أغنية (  مسلسل قلوب صغيرة ) (مسلسل)
- (2010) : أغنية(  كذب وحقيقة ) ( تخت شرقي ) (مسلسل)
- (2010) :أغنية ( قولوا للي أكل الحرام ) ( العار ) (مسلسل)
- (2011) :أغنية ( يا قلوب ) ( الشبيهة ) (مسلسل)
- ( 2013): أغنية ( كله بتاع مصلحته) تحت الأرض (مسلسل)
- (2013) : ميراث الريح (مسلسل)
- ( 2014): بمشاركة محمد نور ( دوائر حب ) (مسلسل).
- (2014): أغنية ( اشمعنا انا ) ( ابن حلال ) [8] (مسلسل)
- (2014):أغنية ( الناس اتغيرت) ( اتهام (مسلسل) )
- ( 2015): أغنية ( شام ) ( عناية مشددة ) (مسلسل)
- ( 2015): أغنية ( حب يإذي  ) ( الكابوس ) (مسلسل)
- ( 2016): ( أزمة نسب ) (مسلسل)
- ( 2018): أغنية ( خسارة ) ( لعنة كارما ) (مسلسل)
- ( 2018): أغنية ( بصمة حدا ) ( طبق الإصل ) (مسلسل)
- (2022): أغنية بابلو (مسلسل)

### في التمثيل
- ( 2014):( دوائر حب ).

## جوائز
- لبنان: جائزة الموريكس دور كأفضل مطرب صاعد (2005 )

- لبنان: جائزة الموريكس دور كأفضل مطرب (2015 )